# P901iS
FOMA P901iS（フォーマ・ピー きゅう まる いち アイ・エス）は、パナソニック モバイルコミュニケーションズによって開発された、NTTドコモの第三世代携帯電話 (FOMA) 端末製品である。

## 概要
901iSシリーズとしてSH901iSに次ぎ、F901iS・D901iSと同時に発売された。外部メモリはminiSDカード（256MBまで：ドコモ発表。256MBを超えるカード装着時は非対応である旨を表示）対応である。カメラ性能は、アウトカメラはνMaicovicon約202万画素で、オートフォーカスには対応していない。主にテレビ電話用のインカメラはCMOS約10万画素。SD-Audio(AAC)に対応。P901iに引き続きカスタムジャケットに対応している。また、携帯電話初となる顔認証システムを導入している。背面液晶は、青く光るようになっている。それ以外にも背面には緑色に光るドットLEDを搭載し、そのLEDが自由にアニメーションする。また、この端末のボタンは黄緑色に光る。
iアプリは「ファイナルファンタジーII」、「BombLink2サラウンド」、「ジャケットコーディネーター」、「ドットクリエイター」、「TRANCE PINBALL SURROUND」、「インフォスクリーン」、「Gガイド番組表リモコン」がプリインストールされている。
901iSシリーズ共通の特徴として、iモードFeliCa、800MHz帯「FOMAプラスエリア」のデュアルバンド対応、901iS以降の機種同士間での音声通話中のテレビ電話への切り替え、PDFファイルの閲覧やダウンロード（PDFファイルのみ）ができるPCドキュメントビューア機能に対応している。また、ドコモのネットワークから送られる時刻情報を元に自動で時間を補正する機能にも対応している。

## 歴史
- 2005年3月31日：電気通信端末機器審査協会 (JATE)通過
- 2005年3月31日：技術基準適合証明 (TELEC) 通過
- 2005年5月17日：N901iS・D901iS・F901iS・SH901iSと同時にドコモよりプレスリリース
- 2005年6月10日：発売開始

## 不具合
ドコモインターネットサイトより
・2005年06月27日　P901iSソフトウェアアップデートのお知らせ
・2005年10月11日　P901iSソフトウェアアップデートのお知らせ